# 사카모토 마사유키
사카모토 마사유키(일본어: 坂本 昌行, 1971년 7월 24일 ~ )는 일본의 가수, 배우이며, 남성 아이돌 그룹 V6의 리더 이자 최연장자이다.
도쿄도 출신. STARTO ENTERTAINMENT 소속.

## 내력
- 1992년, 무대 《오쿠니》로 첫 출연.
- 1995년 11월 1일, V6의 멤버로서 〈MUSIC FOR THE PEOPLE〉로 CD 데뷔. 데뷔 당시 24세로, 오랫동안 쟈니즈 데뷔 최연장 기록이였다[1].
- 2000년 3월, 20th Century의 혼자로서 무대 《도쿄 선댄스~우리들의 20세기~》로 첫 주연. 동년 9월, 무대 《쉘부루의 우산》으로 단독 첫 주연을 맡는다.
- 2011년 1월 13일, 무대 《ZORRO THE MUSICAL》로 처음으로 외부 공연의 오디션을 받아 조로 역을 획득했다.
- 2016년, 첫 솔로 콘서트인 뮤지컬 콘서트 「ONE MAN STANDING」 진행. Bunkamura 오차드 홀에서는 쟈니즈 소속 탤런트 최초로 무대 이외의 공연 실시.
- 2019년 이전부터 왼쪽 무릎 전방십자인대 및 반월판 손상을 안고 있었던 점과, 데뷔 25주년을 내다보고 수술을 받았고, 수술에 성공했음을 공표.
- 2021년 11월 1일, V6가 해체. 그에 따라 20th Century 멤버 및 솔로 탤런트 만의 활동 개시. 같은 해 12월 30일, 전 다카라즈카 가극단 유키구미 톱스타 아사미 히카루와 결혼한 것을 발표. 50세 5개월의 결혼은, 현 시점에서 쟈니즈 사무소 최연장이 되었다. 또 사카모토의 결혼으로 전 V6 기혼 멤버는 6명 중 5명이 되었다.

## 참가 유닛
- SMAP (결성 초기에 서포트 참가)
- 헤이케하
- SMAP 학원
- 사카모토&나가노즈
- 쟈니즈 Sr.
- V6
- 20th Century
- J-FRIENDS
- 쟈니즈 동네 야구 팀
- 토시오토코 유닛

## 인물

### 성격·특징
- 친가는 도내에서 야채가게를 경영.
- 쟈니즈 운동회의 2000년 MVP는 사카모토가 취하고 있다.
- 야구와 배구를 잘 함. 축구는 서투름.
- 예전에 불량했던 것이 많은 사람으로부터 말해진다. 하지만, 예의 바르고 벌레를 싫어하는 등의 에피소드가 팬에게 사랑받고 있다.
- 〈Marsa sakamoto〉 명의로, 디즈니 애니메이션 〈타잔〉의 주제가를 노래했다.
- 요리를 잘 함. 장래의 꿈은 〈작은 10평 정도의 요릿집을 만들어, 쟈니즈 멤버가 모여 올 수 있도록 전용의 입구를 만들고 싶다〉라고 04년 필름 축제에서 발언.
- 멤버 오카다 준이치가 말하기를 〈지금은 상당히 둥글어져 그렇게 되어버렸지만 (웃음), 옛날에는 엄청 무서워서, 리젠트로 세컨드 백을 가지고 있어 노골적이었다. 사카모토 군은 전설을 많이 남긴 사람으로, 사무소 사장이 유일하게 벌벌 떨며 말하는 사람〉.
- 《우타방》에 나오면, 매회, 이시바시 타카아키로부터 〈요시다 테루미를 닮았다〉라고 말해지고 소재로 되고 있었다. 그 때문에, 한 번 사카모토 대신에 요시다가 사카모토라고 하는 것으로 프로그램 내에서 토크에 참가했다.
- 벌레를 매우 싫어한다.
- 쇼와제1고등학교 상업과 졸업.

### 리더로서
- 2005년 11월 1일에 방송된 《학교에 가자! MAX》의 10주년 스페셜에서, 사무소로부터 〈사카모토가 리더로 지금부터 V6를 이끌어 가 주세요〉라고 해졌을 때는 고민해, 거기까지 고민한 이유를 〈자신이 그러한 그릇이 아니다는 것을 알고 있고, 만약 내가 리더가 되어 멤버에게 폐를 끼치는 것과 동시에, 자신이 망가져 가지 않겠는가라고 몹시 불안하게 생각했다〉라고 말했다. 멤버에 대해서는 〈사과하지 않으면 안 되는 것도 있다. 우선, 카미센에 고시랑고시랑 말한 것. 그 때에 (모리타) 고라든지 자주 충돌했지만, 저것으로 안 것도 있었다. 반대로 그것을 보충해 준 이노하라, 나가노도 사실 감사하고 있다〉라고 말했다.

### 에피소드
- 쟈니즈 사무소를 한 번 그만두고, 여행 대리점에 근무하고 있던 일이 있다[2]. 그 후, 자신이 있는 곳은 여기(샐러리맨 생활)로 좋은 것인지 고민하기 시작해 전철로의 퇴근길에 KinKi Kids를 만났을 때에 〈지금, 사카모토군은 어떻게 하고 있어?〉라고 들어 분해서 대답할 수 없었던 것과 스포트 라이트를 받아 그 곳에 서고 싶다고 하는 생각이 명확하게 된 것을 계기[3] 로, 동기며 사이가 좋은 TOKIO의 고쿠분 타이치에게 〈사장에게, 내가 돌아오고 싶다고 말해 주지 않겠는가〉라고 부탁해, 고쿠분을 통해서 연예계로 돌아오고 싶다는 의사를 사무소 사장에게 전해 주어, 복귀. 소년대의 히가시야마 노리유키의 심부름꾼을 경험한다[4]. 정식으로 V6로서 CD 데뷔할 때까지는, 긴 밑바닥을 필요로 했다.
- 《VVV6 도쿄 V 슈란 2》에서, 쟈니즈 사무소에 들어가기 전에 《맨즈 논노》의 모델에 응모해, 불합격이 된 과거를 고백했다.
- 쥬니어 때 〈농구와 춤을 한다〉라고 하는데 〈춤추고 싶지 않다〉라고 하는 이유로부터 사장과 옥신각신해, 그대로 돌아가 버린(이 때, 이노하라와 나가노는 왜, 사카모토가 돌아갔는지 몰랐다) 일을 라디오에서 사죄했다. 또, 쥬니어 때의 사카모토는 이노하라와 나가노가 말하기를 〈독불장군의 이미지가 있었다〉라고 말하고 있다[5].
- 2010년이 등산 붐이라고 하는 것부터, 2010년 8월 8일에 친구 3명과 처음으로 후지산에 등정. 그 3일 후에 모리타 고도 후지산을 등정했다[6].
- 쟈니즈 운동회의 MVP는 사카모토와 TOKIO의 마츠오카 마사히로가 교대로 서로 빼앗고 있다[7].

## 출연

### 버라이어티 방송
레귤러
- 어메이지 팡! (2014년 4월 ~ , TBS계)
- 논스톱! (2012년 4월 ~ , 후지 TV 외) - 금요일 〈One Dish〉담당

과거
- 매지컬 두뇌 파워!! (1996년 ~ 1999년, 닛폰 TV계)
- 학교에 가자! (1997년 ~ 2005년, TBS계)
- 아라시의 V1 (1999년, 후지 TV 외)
- V6노 모토 (1999년 ~ 2000년, 후지 TV계)
- 마하 브이로쿠 (2000년, 후지 TV계)
- 웃기는 V6 병동! (2000년 ~ 2001년, 후지 TV계)
- 러브센! (2002년 ~ 2004년, TBS 외)
- 애트리트 응원 TV! 일본! 챠×3 (2006년 ~ 2007년, TBS계)
- 학교에 가자! MAX (2005년 ~ 2008년, TBS계)
- VivaVivaV6 (2001년 ~ 2010년, 후지 TV계)
- 신지식 계급 쿠마구스 (2008년 ~ 2010년, TBS 외)
- 미션 V6 (2010년 ~ 2011년, TBS 외)
- 남자의 편차치!! (2011년 ~ 2012년, TBS 외)
- 가챠가챠 V6 (2012년 ~ 2014년, TBS계)

단발
- 24시간 TV 23 V6 퍼스낼리티 (닛폰 TV계, 1998년, 2000년)

### 텔레비전 드라마
- 위험한 소년 III (1988년, TV 도쿄계)
- 집사님 마음대로 (1991년, TBS계) - 댄스과 무카이 시게루 역
- 동창회 (1993년, 닛폰 TV계) - 아라시의 친구 역
- 밤에 안겨서 (1994년, 닛폰 TV계) - 마사 역
- V의 불꽃 (1995년, 후지 TV계) - V6 주연·사카모토 마사유키 역

등

### 영화
- 타잔 (1999년 개봉, Marsa Sakamoto 명의로 일본어판 주제가 및 삽입곡 담당)

등